# Let Kunovice
Let Kunovice (también denominada Let) es una compañía diseñadora y fabricante de productos aeronáuticos de la República Checa (anteriormente Checoslovaquia). Esta empresa es conocida por fabricar el L-410 Turbolet, del cual se han llegado a fabricar más de 1.100 ejemplares.

## Historia
La fabricación de LET empezó en Kunovice en el año 1936, como parte del grupo industrial Škoda. Antes de la Segunda Guerra Mundial y durante el transcurso de la misma, la fábrica se limitó a realizar trabajos de reparación de aeronaves. Tras el conflicto bélico, la factoría fue nacionalizada, y entre 1950 y 1953 se fabricó una nueva planta. Entre 1957 y 1967 se pasó a denominar SPP (Strojírny první pětiletky, en español: «Factoría del primer plan quinquenal»), y en 1967 pasó a denominarse de nuevo LET. La planta fabricó bajo licencia de producción los aviones de entrenamiento soviéticos Yakovlev Yak-11 (bajo la denominación C-11), así como los aviones utilitarios Aero Ae 45 y Aero Ae 145.
En 1957 la compañía empezó a desarrollar su primera aeronave, el avión utilitario L-200 Morava y cuatro años más tarde, el avión de trabajos agrícolas Z-37 Cmelak. Durante un periodo de tiempo, LET también ayudó a Aero Vodochody a producir el L-29.
Con el transcuro de los años, LET desarrolló y fabricó planeadores–Zlín Z 22, Z 124 Galánka, LF 109 Pioneer, Z 425 Šohaj. Sin embargo, los planeadores más populares fabricados por LET son los de la serie Blaníks–L-13 Blaník, L-23 Super Blaník y L-33 Solo.
Durante los años 1960, los ingenieros de LET desarrollaron un avión regional de 19 plazas, el L-410 Turbolet, del cual se fabricaron más de 1.100 ejemplares.

## Modelos fabricados

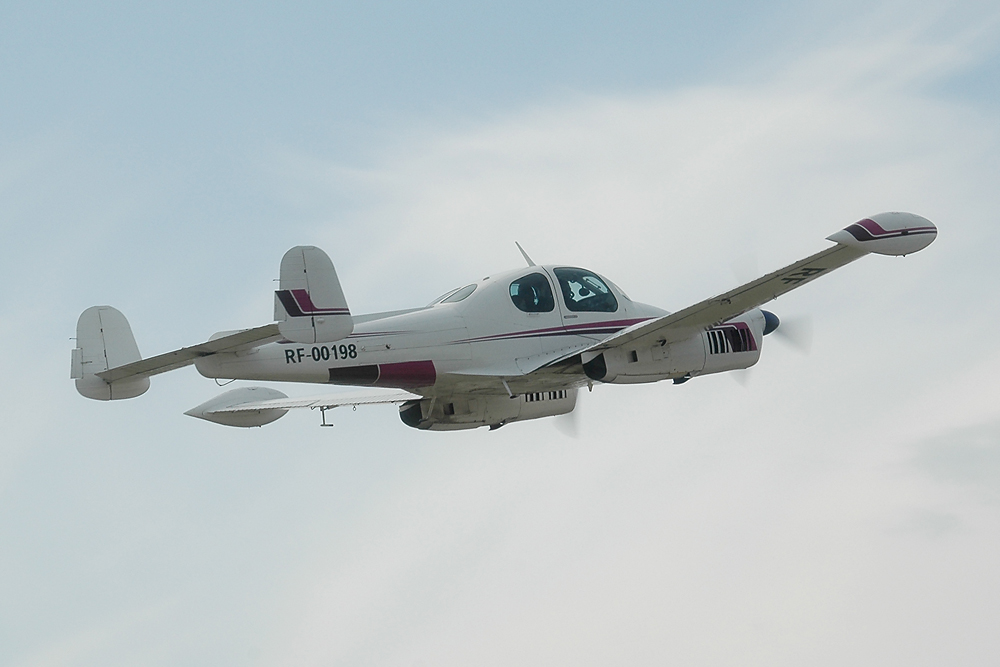
LET L-200 Morava.

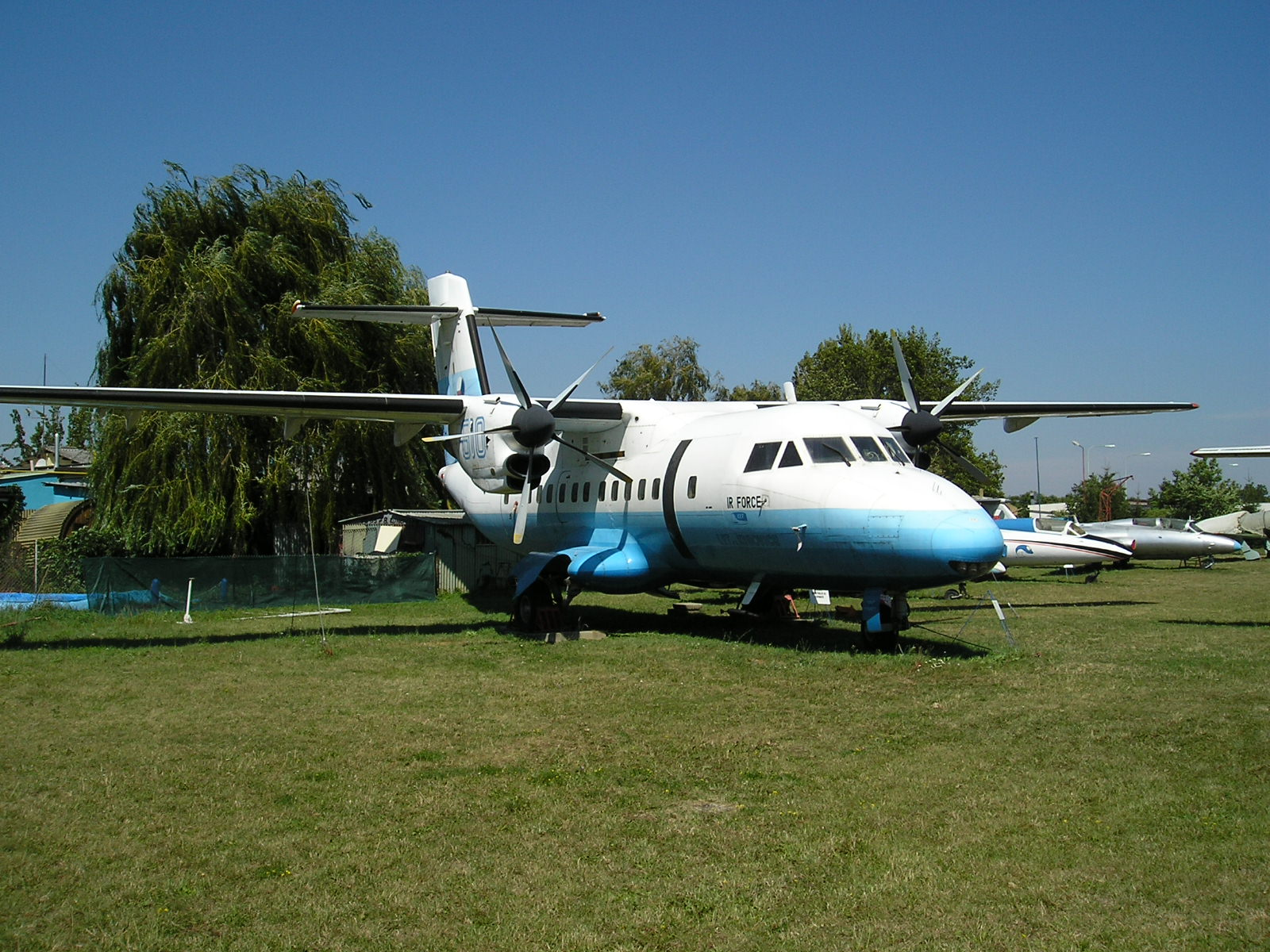
LET L-610.

- Aero Ae-45S (bajo licencia de Aero Vodochody)
- Aero Ae-145 (bajo licencia de Aero Vodochody)
- Aero L-29 Delfin (bajo licencia de Aero Vodochody)
- LET C-11 (Yak-11 – fabricado bajo licencia de Yakovlev)
- LET L-13 Blaník
- LET L-21 Spartak
- LET L-23 Super Blaník
- LET L-33 Sólo
- LET L-200 Morava
- LET L-210
- LET L-410 Turbolet
- LET L-420
- LET L-610
- LET LF-109 Pionýr
- LET LG-125 Sohaj 2
- LET VT-16 Orlík
- LET VT-425 Sohaj 3
- Let Z-37 Čmelák
- Zlín Z-22 Junák